# Bulharsko-české vztahy
Bulharsko-české vztahy jsou zahraniční vztahy mezi Bulharskem a Českou republikou. Diplomatické styky mezi Bulharskem a Československem byly navázány 27. září 1920 po ratifikaci Neuillyské smlouvy. Přerušeny byly 1. června 1939 a obnoveny 10. října 1945. Meziválečné vztahy byly hluboce ovlivněny Jugoslávií, československým spojencem, ale bulharským rivalem. Československo muselo balancovat mezi Bulharskem a Jugoslávií. Nejdůležitějším aspektem bulharsko-československých vztahů byl obchod. Československý meziválečný export do Bulharska se pohyboval mezi 3 a 11 % bulharského dovozu. Československý export byl koncem třicátých let pomalu vytlačen Německem.
Bulharsko 23. prosince 1992 uznalo Českou republiku a k 1. lednu 1993 s ní navázalo diplomatické styky na úrovni velvyslanectví. V roce 2020 oslavily Bulharsko a Česká republika 100 let diplomatických vztahů.
Bulharsko má velvyslanectví a honorární konzulát v Praze. Česká republika má velvyslanectví v Sofii a honorární konzulát ve Varně. Česká republika plně podporuje členství Bulharska v Evropské unii a NATO.